# Lliga Premier de Bhutan de futbol
La Lliga Premier de Bhutan de futbol, o Bhutan Premier League, també Bank of Bhutan Premier League per patrocini, és una competició futbolística de Bhutan.

## Història
La competició de la lliga a Bhutan va començar lentament. Tot i que el 1986 es va crear una lliga de deu equips, els següents anys la informació del campionat és molt escassa pel que poc o gens de futbol organitzat hi va haver. Entre 1996 i 2000 torna el futbol organitzat basat principalment en la capital Thimphu.
L'any 2001 es creà la A-Division, i començà a proporcionar equips a les competicions continentals. L'any 2012 es creà la Lliga Premier del Bhutan, amb una lliga de sis equips formada pels millors de la Divisió A d'aquella temporada (de la ciutat de Thimphu), juntament amb representants d'altres zones. Aquests foren:
- Druk Pol FC (guanyador de A Division)
- Zimdra FC (finalista de A Division)
- Yeedzin FC (tercer de A Division)
- Ugyen Academy FC (representant al districte de Punakha)
- Samtse FC (representant al districte de Samtse)
- Phuentsholing FC (representant al districte de Chukha)

## Participants l'any 2010
- Chooden FC
- Druk Athletic FC
- Druk Star FC
- Druk Pol FC
- Nangpa FC
- Transport United FC
- Yeedzin FC

## Historial
Font:
- 2012-13: Yeedzin FC (1)
- 2013: Ugyen Academy FC (1)
- 2014: Druk United FC (1)
- 2015: FC Tertons (1)
- 2016: Thimphu City FC (1)
- 2017: Transport United FC (1)
- 2018: Transport United FC (2)
- 2019: Paro FC (1)
- 2020: Thimphu City FC (2)
- 2021: Paro FC (2)
- 2022: Paro FC (3)